# Aruküla
Aruküla (alemán: Arroküll) es un pueblo (estonio: alevik) de Estonia de unos 2000 habitantes, situado en el distrito de Harju al norte del país. Desde hace 1992 es el centro administrativo del municipio fusionado Raasiku. Está a una distancia de unos 25 km al sureste de Tallinn.